# マスターズゴルフ倶楽部
マスターズゴルフ倶楽部（マスターズゴルフくらぶ）は、兵庫県三木市久留美に所在するゴルフ場。

## 概要
- 1990年（平成2年）開場。
- コース設計は、六甲国際ゴルフ倶楽部など関西を中心に数多くの名門ゴルフコースを手掛けたことで知られる加藤福一が担当した[1]。
- 同コースにはタイガー・ウッズが2回来場しており、コースの中にはウッズのドライビング・ディスタンスを示すプレートが埋設されている[2]。
- 同コースは、延田エンタープライズが主催する日本女子プロゴルフ協会（JLPGA）公式ツアー大会「NOBUTA GROUP マスターズGCレディース」が毎年10月第3週に開催されることでも知られている[3]。

## コースの特徴
全長10,441ヤード、27ホールの広大な土地の中に、フラットで幅広く戦略的には難易度の高い造形地を随所にレイアウト。ベントの2グリーン方式を採用、またホールによっては池やウォーターハザードがしつらえてあるため、美しいレイアウトの中に罠も潜んでいるコースといえる。

## 交通アクセス
- 神戸電鉄粟生線「恵比須駅」からタクシーにて10分。